# Jennifer Richard
 (juillet 2020).
Pour les articles homonymes, voir Richard.
Jennifer Richard, née Jennifer Day Richard le 26 août 1980 à Los Angeles aux États-Unis, est une romancière franco-américaine.

## Biographie
Jennifer Richard est d'origine guadeloupéenne par sa mère et normande par son père. Après avoir grandi à Tahiti, puis à Wallis-et-Futuna, elle partage sa vie entre Paris et d'autres territoires d'Outremer (Guyane, Guadeloupe, Nouvelle-Calédonie, Mayotte). Ces expériences marquent sa réflexion sur l'histoire et la politique, et se retrouvent dans ses ouvrages. Elle vit aujourd'hui à Berlin. 
Titulaire d’un master II (DEA) de droit comparé à l’Université Paris II Panthéon-Assas, elle exerce le métier de documentaliste pour la télévision et met à profit sa connaissance des archives pour approfondir les recherches nécessaires à ses romans. 
Colauréate avec Gaëlle Nohant de la résidence du Premier Roman, organisée en 2006 par les éditions Robert Laffont, elle publie chez ce même éditeur trois romans : Bleu poussière (2007), Requiem pour une étoile (2010) et L'Illustre Inconnu (2014). 
En 2018 paraît aux éditions Albin Michel Il est à toi ce beau pays,, fresque historique sur les problématiques croisées de la colonisation en Afrique, de la ségrégation aux États-Unis et de l’enrichissement d’une poignée d’hommes en Europe, ouvrage qui, la même année, figure sur la première liste de sélection du Prix Renaudot, sur la liste des finalistes du Prix des cinq continents de la francophonie, sur la liste du prix Les Afriques organisé par la Cène littéraire, sur la liste du Grand Prix du Roman métis de la ville de Saint-Denis, ainsi que sur celle du Prix Monte-Cristo. 
En 2021, est publié Le diable parle toutes les langues (Albin Michel), les mémoires fictifs de Basil Zaharoff, un marchand d’armes qui fit fortune lors de la Première Guerre mondiale et fut l’une des figures majeures du pouvoir et des jeux d'influences de la première moitié du XXe siècle.
En 2022, paraît Notre Royaume n'est pas de ce monde (Albin Michel), reprenant les thèmes de l'impérialisme et des moyens de s'en affranchir, déjà abordés dans Il est à toi ce beau pays. Ce livre figure dans la sélection du prix Joseph Kessel, du prix Carbet, et a été récompensé par le prix Ivoire 2023.
Elle écrit également pour la jeunesse et a signé un polar, Un non qui veut dire oui, aux éditions Caraïbéditions.

## Œuvre
Romans :
- Bleu poussière, éditions Robert Laffont, 2007 (ISBN 978-2-221-10826-0), 324 p. ; rééd. Pocket, no 13541, 2010  (ISBN 978-2-266-17922-5)
- Requiem pour une étoile, éditions Robert Laffont, 2010 (ISBN 978-2-221-11148-2), 234 p.
- L'Illustre Inconnu, éditions Robert Laffont, 2014 (ISBN 978-2-221-14010-9), 552 p.
- Il est à toi ce beau pays, éditions Albin Michel, 2018 (ISBN 978-2-226-39917-5), 756 p. ; rééd. Pocket, no 17686, 2020  (ISBN 978-2-266-29964-0)
- Le diable parle toutes les langues, éditions Albin Michel, 2021 (ISBN 978-2-226-44120-1), 432 p. ; rééd. Pocket, 2022  (ISBN 978-2266315401)
- Notre royaume n'est pas de ce monde, éditions Albin Michel, 2022 (ISBN 978-2-226-47561-9), 736 p.
- Un non qui veut dire oui, éditions Caraïbéditions, 2023  (ISBN 978-2373111552), 288p.
- La vie infinie, éditions Philippe Rey, 22 août 2024

Littérature jeunesse :
- Le chemin de la liberté, éditions Albin Michel, 2021  (ISBN 978-2226457332), 384 p.
- Timothée Pacap, Le concours d'éloquence, éditions Albin Michel, 2021  (ISBN 978-2226457264), 224 p.
- Timothée Pacap, Le défi du chien jaune, éditions Albin Michel, 2021  (ISBN 978-2226464750), 240 p.
- Timothée Pacap, La journée des parents, éditions Albin Michel, 2022  (ISBN 978-2226464767), 224 p.

Ouvrages collectifs :
- Les Olympes, Huit destins exceptionnels de femmes qui ont transformé le monde du sport, éditions Albin Michel, 2024  (ISBN 978-2226486400), 264 p.
- Manifeste pour la lecture, Atelier des Nomades, 2023  (ISBN 978-2919300686), 96 p.
- Qu'est-ce que l'Afrique ? éditions La croisée des chemins, 2022  (ISBN 9789920753319), 260 p.